# コマリヨー

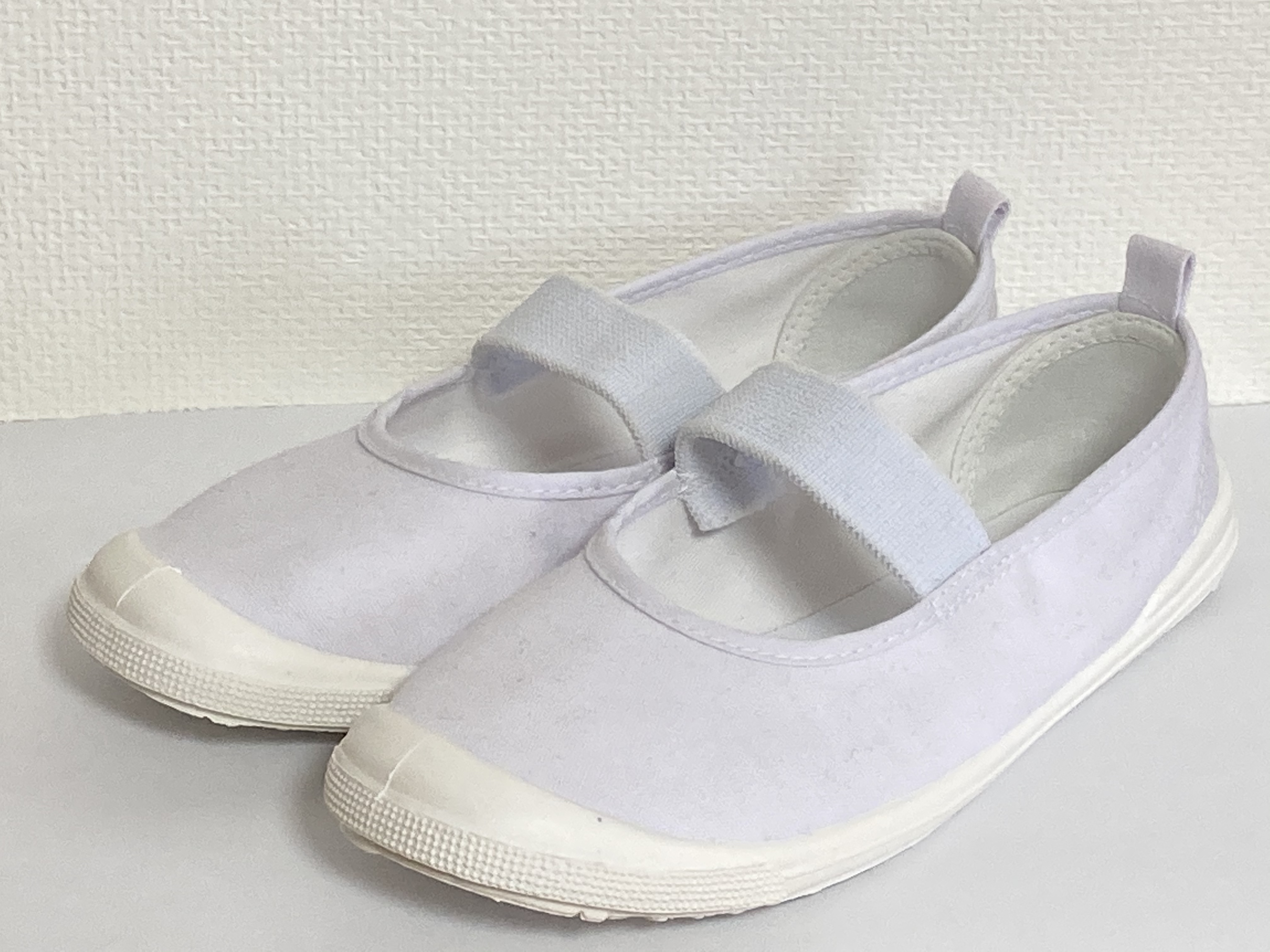
コマリヨー Cariot スクールシューズ（上履き）

株式会社コマリヨーは、愛知県名古屋市中村区井深町にある企業。履物（フットウェア）の販売を手がける。

## 概要
愛知県名古屋市中村区井深町15番15号に本社を置く。
靴などの履物全般に関して企画、輸入、卸売を手がける。数多くのブランドを持ち、多種多様な製品ラインナップを展開している。任天堂のマリオやポケットモンスター、ディズニー、トミカ、スーパー戦隊シリーズ、タカラトミー作品、ドラえもん、クレヨンしんちゃん、仮面ライダーシリーズ、  プリキュアシリーズ、などとコラボレーションしたキャラクター商品も多い。
1955年4月、「小間良商店」創業。当初はサンダルを専門としていた。1970年8月、「株式会社コマリヨ－」を設立し、運動靴やケミカルシューズの分野に参入した。製品の輸入は1988年2月から行っている。
2018年、日本のヒップホップグループ「FNCY」のメンバーでラッパーのZEN-LA-ROCKが、SNSのInstagramでコマリョーのスニーカー「X-TOKYO」を紹介したところ、これが大きな反響を呼んだ。2,000円台という低価格ながら、往年の名作スニーカーの数々を想起させるデザインをしており、手に取った人々からは値段以上の価値があると評価する声が上がった。こうしてFNCYとの間で正式にコラボレーションする運びになり、X-TOKYOをベースにした限定モデル「FNCY TOKYO」が誕生した。

## 事業所
- 本社／ショールーム：〒453-0012 愛知県名古屋市中村区井深町15番15号
- 横浜支店：〒245-0012 神奈川県横浜市泉区中田北1丁目11番20号
- 東京営業所：〒103-0027 東京都中央区日本橋3丁目8番3号 日本橋通りビル3階
- 木曽岬オペレーションセンター：〒498-0813 三重県桑名郡木曽岬町大字富田子三ノ割320番1号
- 関東オペレーションセンター：〒245-0053 神奈川県横浜市戸塚区上矢部町3008番1号